# Djevica Ivane d'Évreux
Djevica Ivane d'Évreux jest gotička skulptura, figurica i dio sakralne umjetnosti srednjovjekovne Francuske. Kipić je vjerojatno nastao između 1324. i 1339. godine. Figurica je načinjena od srebra, kamenja i bisera.
Kraljica Ivana d'Évreux donirala je kipić crkvi svetog Denisa. Ivanin otac bijaše Luj, grof Évreuxa.